# Bianca Maria Sforza
Bianca Maria Sforza (Milano, 5 aprile 1472 – Innsbruck, 31 dicembre 1510) fu una principessa della casa principesca milanese degli Sforza che divenne imperatrice consorte del Sacro Romano Impero Germanico, dal 1494 al 1510, come moglie di Massimiliano I.

## Biografia

### Infanzia
Nacque nel 1472, figlia secondogenita del duca di Milano Galeazzo Maria Sforza e di Bona di Savoia.

### Promesse nuziali non mantenute

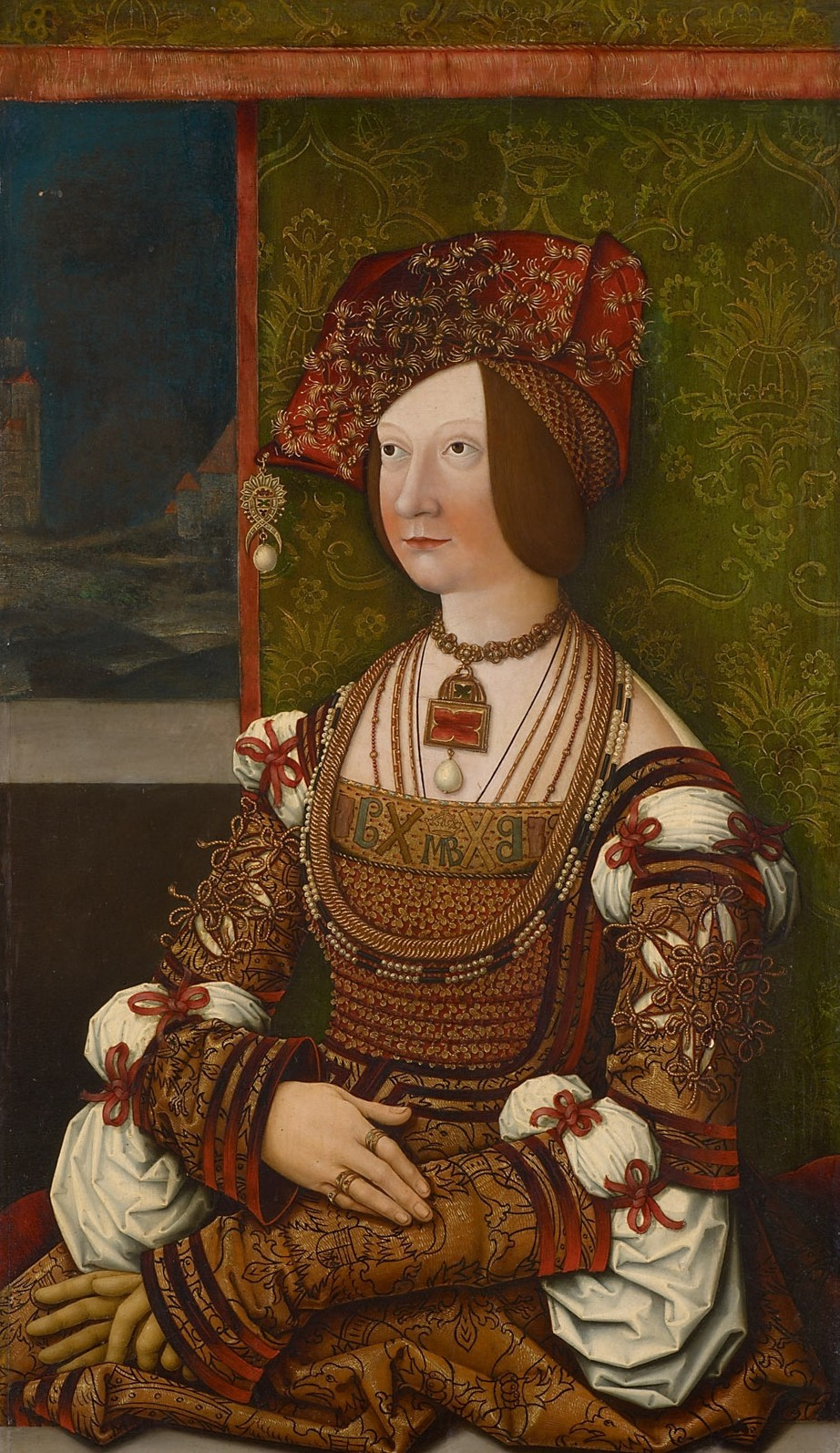
Ritratto di Bianca Maria in abiti tedeschi 1505-1510 circa

Per motivi politici fu promessa a diversi principi: poco dopo la nascita, a Filiberto I di Savoia, che morì diciassettenne nel 1482, prima che si celebrassero le nozze ed in seguito a Giovanni, figlio naturale di Mattia Corvino ed aspirante alla corona ungherese; ma al trono magiaro salì Ladislao II di Boemia e nemmeno questa seconda promessa nuziale venne mantenuta.
Nel 1494, ventiduenne, fu finalmente data in sposa dallo zio Ludovico il Moro all'Imperatore Massimiliano I, che era vedovo e aveva diversi anni più di lei, con la spropositata dote di trecentomila ducati, ai quali se ne dovettero aggiungere altri centomila come tassa d'investitura. Il Moro ambiva infatti ad ottenere dall'Imperatore l'investitura sul ducato di Milano e Massimiliano dall'alleanza matrimoniale sperava di assicurarsi i territori dell'Italia settentrionale ed il finanziamento per le sue spedizioni militari.
Dopo una memorabile festa di nozze, la sposa partì alla volta del Tirolo: accompagnata da un corteo di dame e gentiluomini tra i quali, forse, anche Leonardo da Vinci, che ne avrebbe tratto le proprie impressioni sulla Valtellina, fece tappa a Como, Bellagio, Gravedona, Morbegno, Sondrio e Bormio e valicò lo Stelvio.

### Matrimonio prestigioso e infelice

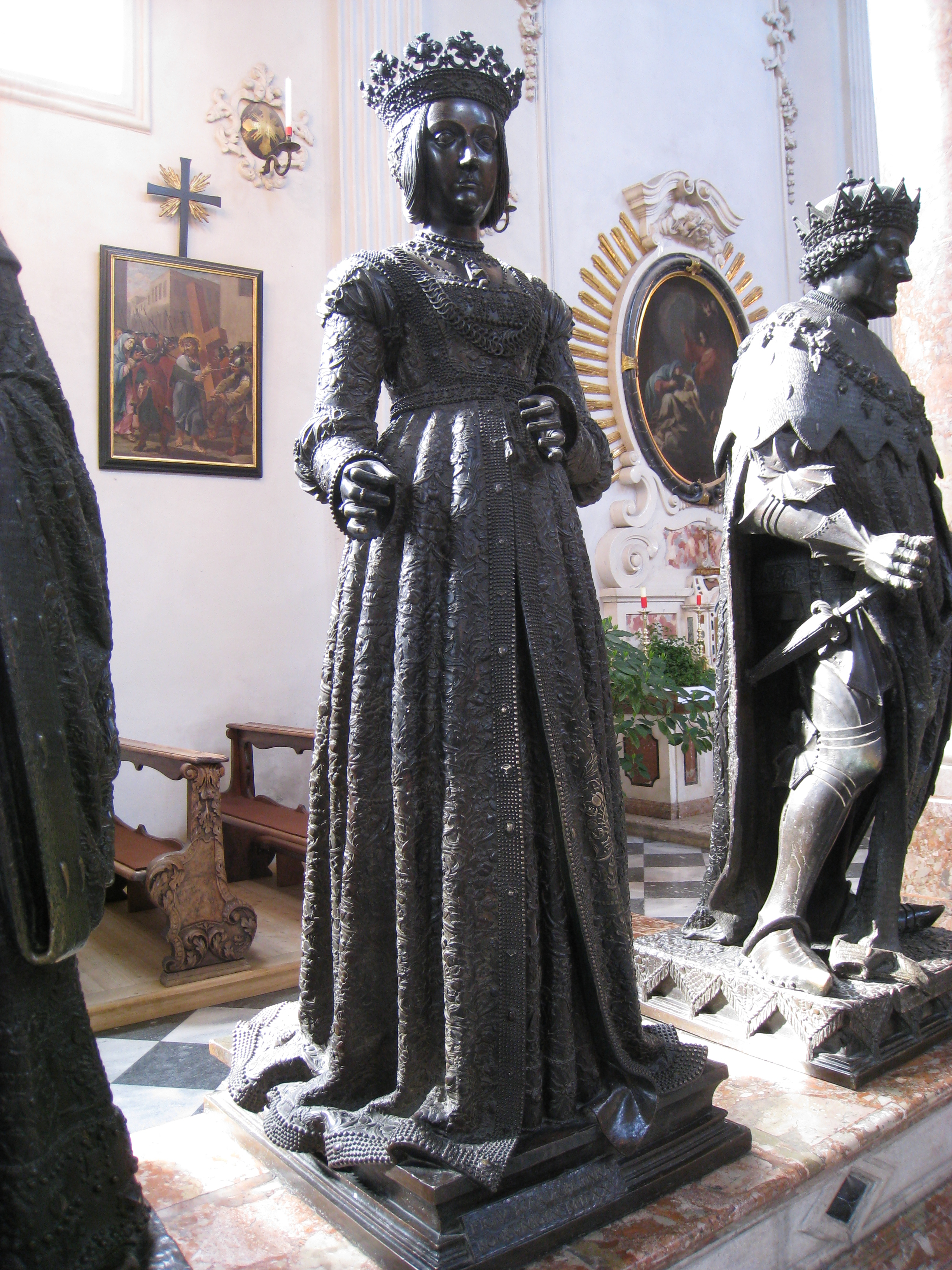
Statua in bronzo di Bianca Maria Sforza

Massimiliano d’Asburgo (che fu Imperatore dal 1493 al 1519), aveva sposato nel 1477 l'erede della Borgogna, Maria, unica figlia del duca Carlo. Il loro matrimonio, molto felice, dal quale erano nati due figli, Filippo e Margherita, non era durato a lungo, perché Maria era morta nel 1482 in seguito a un incidente di caccia. L'Imperatore non fu mai innamorato di Bianca Maria, che trascurò e dalla quale non ebbe figli. Era solito dire che la Sforza, nonostante fosse bella come l'amata prima moglie, non era altrettanto "savia".
Per ricordare il loro matrimonio, Massimiliano fece ornare la Neuer Hof di Innsbruck con il "Goldenes Dachl" (Tettuccio d'oro), una loggia il cui brillantissimo tetto è formato da oltre 2.500 piccole tegole di rame dorate. È singolare che l'Imperatore abbia voluto essere ritratto con entrambe le mogli, Bianca Maria Sforza e la precedente, l'amatissima e mai dimenticata Maria di Borgogna.
La giovane Imperatrice non partecipò mai alla vita politica e preferì vivere nei vari castelli imperiali, soprattutto in Tirolo, circondata da una piccola corte di fedeli nobili milanesi e "protetta" (o piuttosto sorvegliata) dagli emissari del Moro, verso i quali con il passare del tempo mostrò un'acuta insofferenza. Il suo ruolo acquisì un certo rilievo solo nell'ambito dell'alleanza tra suo marito e lo zio Ludovico, del quale accolse e ospitò i figli, dopo che, sconfitto e scacciato da Milano, fu messo in prigione dai francesi.

### Ultimi anni e morte
Bianca Maria negli ultimi anni di vita soffrì di un male debilitante in cui alcuni storici hanno voluto vedere i sintomi dell'anoressia nervosa. Morì il 31 dicembre 1510 e fu sepolta nell'abbazia cistercense di Stams, in Tirolo, nell'alta valle dell'Inn. 

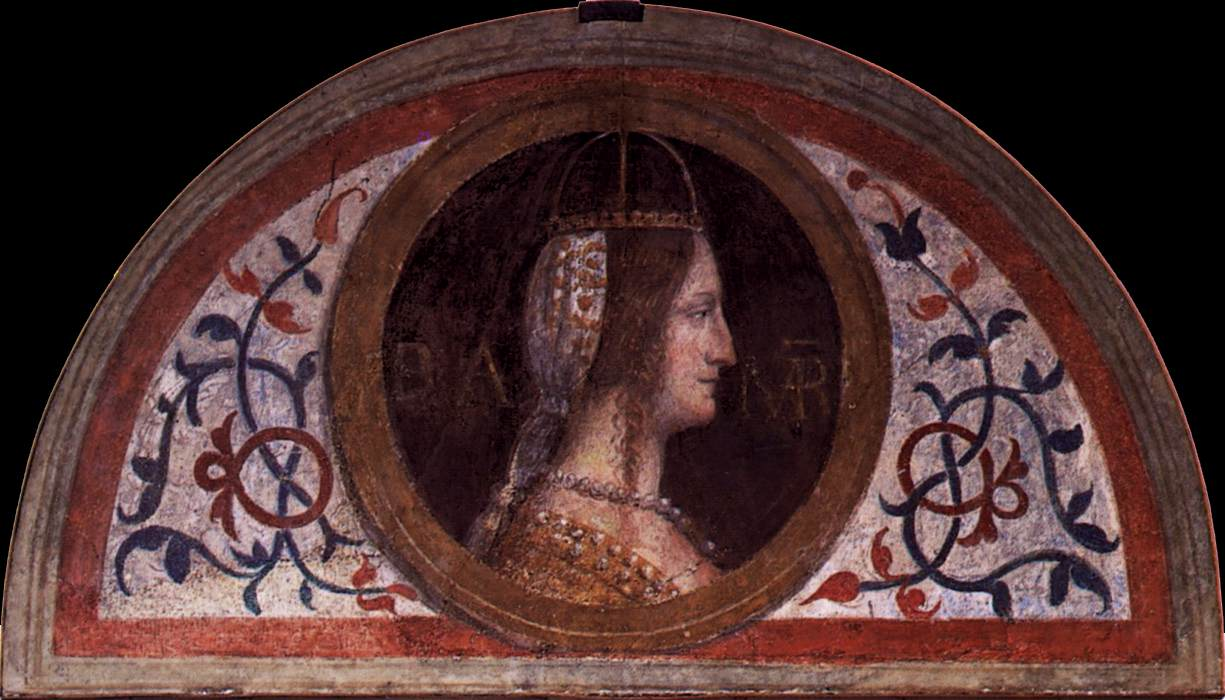
Lunetta di Bianca Maria imperatrice in Palazzo degli Atellani a Milano, inizi XVI secolo, opera forse di Bernardino Luini.

## Ascendenza
|                       |                   |                        | Genitori                        |  |  | Nonni |  |  | Bisnonni          |  |  | Trisnonni          |  |
|                       |                   |                        |                                 |  |  |       |  |  | Giacomo Attendolo |  |  | Giovanni Attendolo |  |
|                       |                   |                        |                                 |  |  |       |  |  | Giacomo Attendolo |  |  | Giovanni Attendolo |  |
|                       |                   | Elisa Petraccini       |                                 |  |  |       |  |  | Giacomo Attendolo |  |  |                    |  |
| Francesco I Sforza    |                   |                        |                                 |  |  |       |  |  | Giacomo Attendolo |  |  |                    |  |
|                       |                   | Lucia Terziani         | …                               |  |  |       |  |  |                   |  |  |                    |  |
|                       |                   | Lucia Terziani         | …                               |  |  |       |  |  |                   |  |  |                    |  |
|                       |                   | Lucia Terziani         | …                               |  |  |       |  |  |                   |  |  |                    |  |
| Galeazzo Maria Sforza |                   | Lucia Terziani         |                                 |  |  |       |  |  |                   |  |  |                    |  |
|                       |                   | Filippo Maria Visconti | Gian Galeazzo Visconti          |  |  |       |  |  |                   |  |  |                    |  |
|                       |                   | Filippo Maria Visconti | Gian Galeazzo Visconti          |  |  |       |  |  |                   |  |  |                    |  |
|                       |                   | Filippo Maria Visconti | Caterina Visconti               |  |  |       |  |  |                   |  |  |                    |  |
| Bianca Maria Visconti |                   | Filippo Maria Visconti |                                 |  |  |       |  |  |                   |  |  |                    |  |
|                       |                   | Agnese del Maino       | Ambrogio del Maino              |  |  |       |  |  |                   |  |  |                    |  |
|                       |                   | Agnese del Maino       | Ambrogio del Maino              |  |  |       |  |  |                   |  |  |                    |  |
|                       |                   | Agnese del Maino       | ?...Negri                       |  |  |       |  |  |                   |  |  |                    |  |
| Bianca Maria Sforza   |                   | Agnese del Maino       |                                 |  |  |       |  |  |                   |  |  |                    |  |
|                       | Antipapa Felice V | Amedeo VII di Savoia   |                                 |  |  |       |  |  |                   |  |  |                    |  |
|                       | Antipapa Felice V | Amedeo VII di Savoia   |                                 |  |  |       |  |  |                   |  |  |                    |  |
|                       | Antipapa Felice V | Bona di Berry          |                                 |  |  |       |  |  |                   |  |  |                    |  |
| Ludovico di Savoia    | Antipapa Felice V |                        |                                 |  |  |       |  |  |                   |  |  |                    |  |
|                       |                   | Maria di Borgogna      | Filippo II di Borgogna          |  |  |       |  |  |                   |  |  |                    |  |
|                       |                   | Maria di Borgogna      | Filippo II di Borgogna          |  |  |       |  |  |                   |  |  |                    |  |
|                       |                   | Maria di Borgogna      | Margherita III delle Fiandre    |  |  |       |  |  |                   |  |  |                    |  |
| Bona di Savoia        |                   | Maria di Borgogna      |                                 |  |  |       |  |  |                   |  |  |                    |  |
|                       |                   | Giano di Lusignano     | Giacomo I di Cipro              |  |  |       |  |  |                   |  |  |                    |  |
|                       |                   | Giano di Lusignano     | Giacomo I di Cipro              |  |  |       |  |  |                   |  |  |                    |  |
|                       |                   | Giano di Lusignano     | Helvis di Brunswick-Grubenhagen |  |  |       |  |  |                   |  |  |                    |  |
| Anna di Cipro         |                   | Giano di Lusignano     |                                 |  |  |       |  |  |                   |  |  |                    |  |
|                       |                   | Carlotta di Borbone    | Giovanni I di Borbone-La Marche |  |  |       |  |  |                   |  |  |                    |  |
|                       |                   | Carlotta di Borbone    | Giovanni I di Borbone-La Marche |  |  |       |  |  |                   |  |  |                    |  |
|                       |                   | Carlotta di Borbone    | Caterina di Vendôme             |  |  |       |  |  |                   |  |  |                    |  |
|                       |                   | Carlotta di Borbone    |                                 |  |  |       |  |  |                   |  |  |                    |  |